# Kálvin tér (Metró Budapest)
Kálvin tér ist eine Station der Metró Budapest und Knotenpunkt der Linien M3 und M4. Sie wurde 1976 als Teil der Linie M3 eröffnet, seit 2014 verkehrt hier auch die Linie M4 auf einem weiteren Bahnsteig. Die Station befindet sich am gleichnamigen Platz (benannt nach Johannes Calvin) in der Nähe des Ungarischen Nationalmuseums im VIII. Budapester Bezirk Józsefváros.

## Galerie

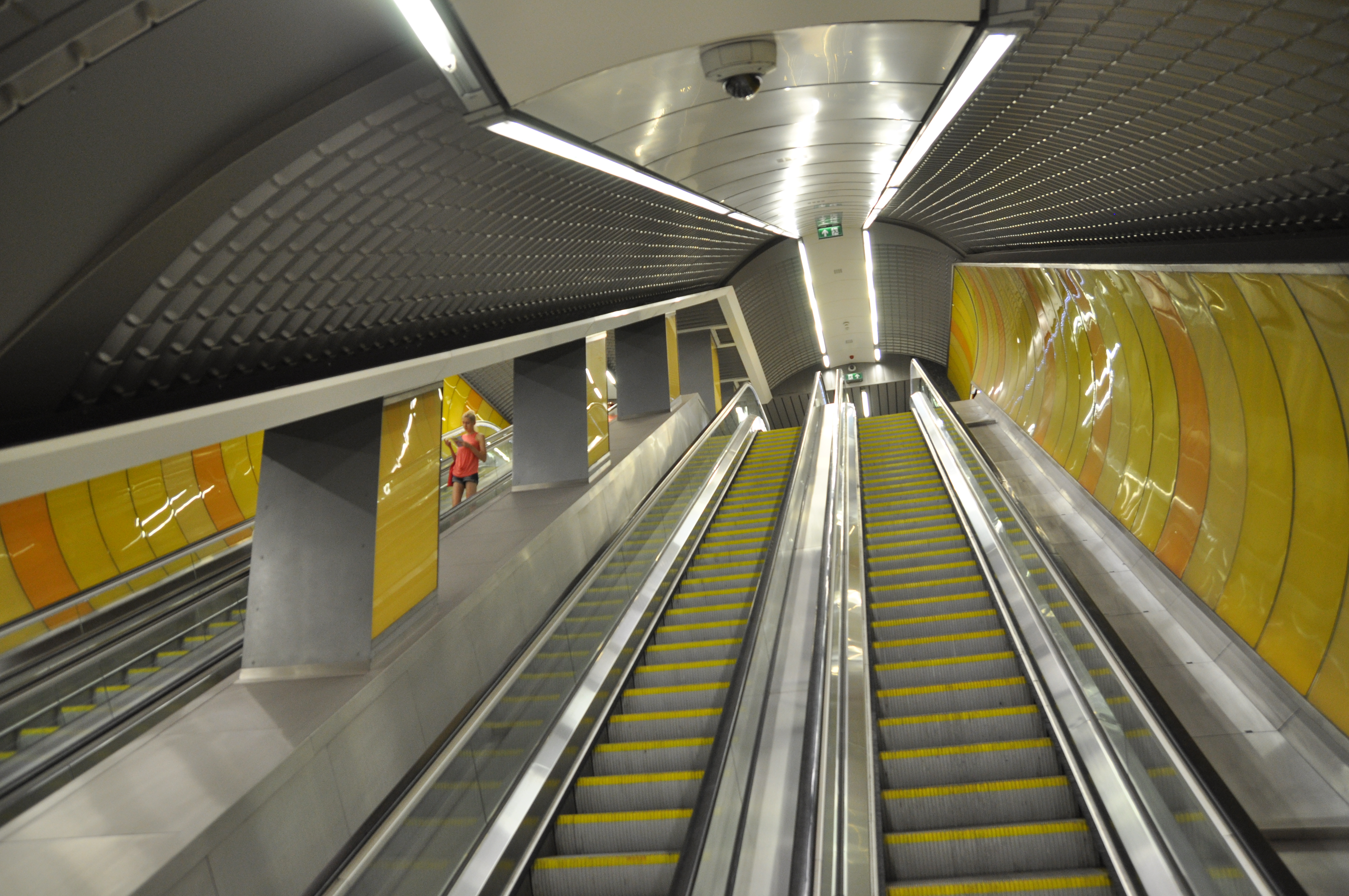
Rolltreppen
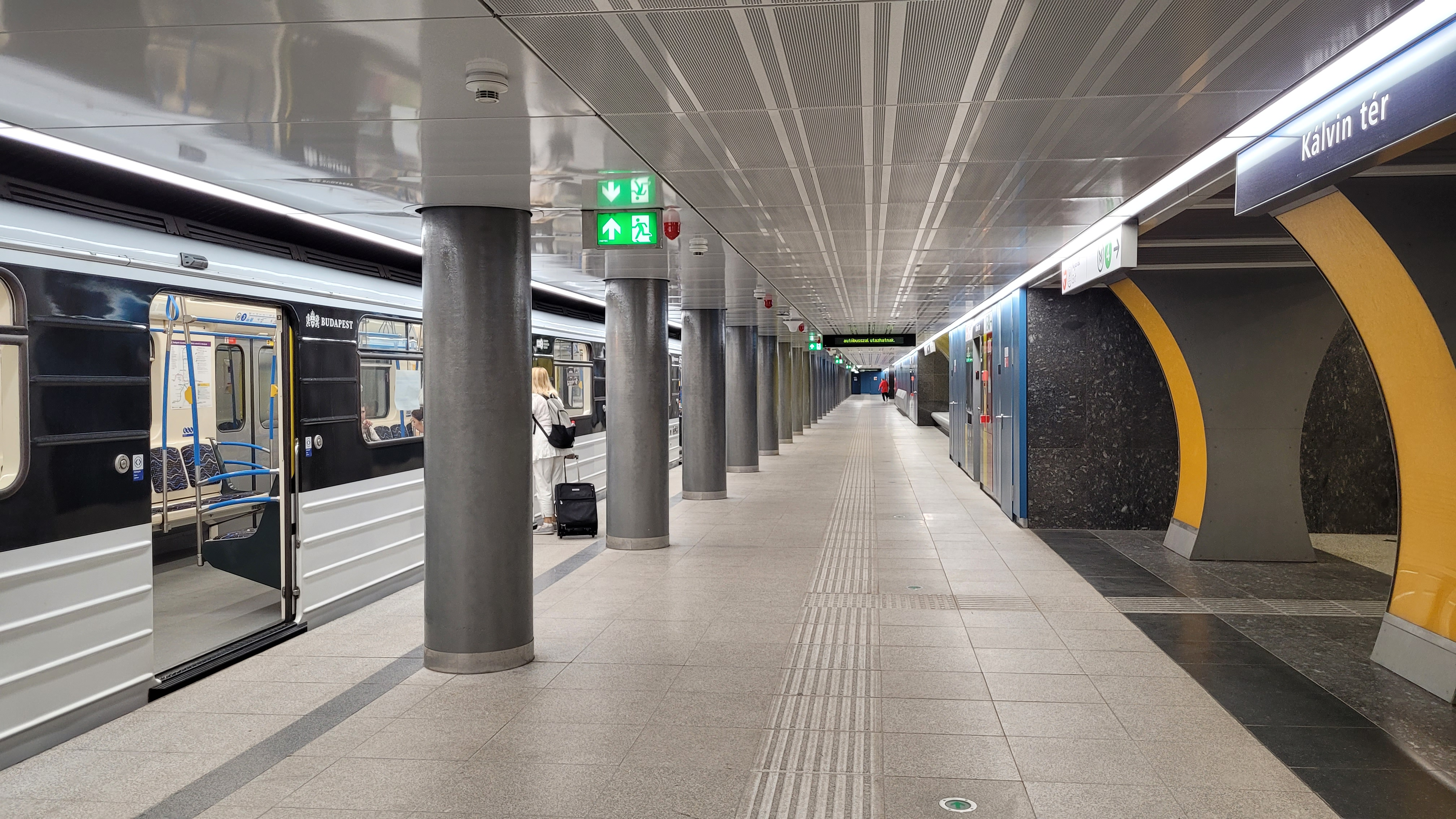
Bahnsteig der Linie M3
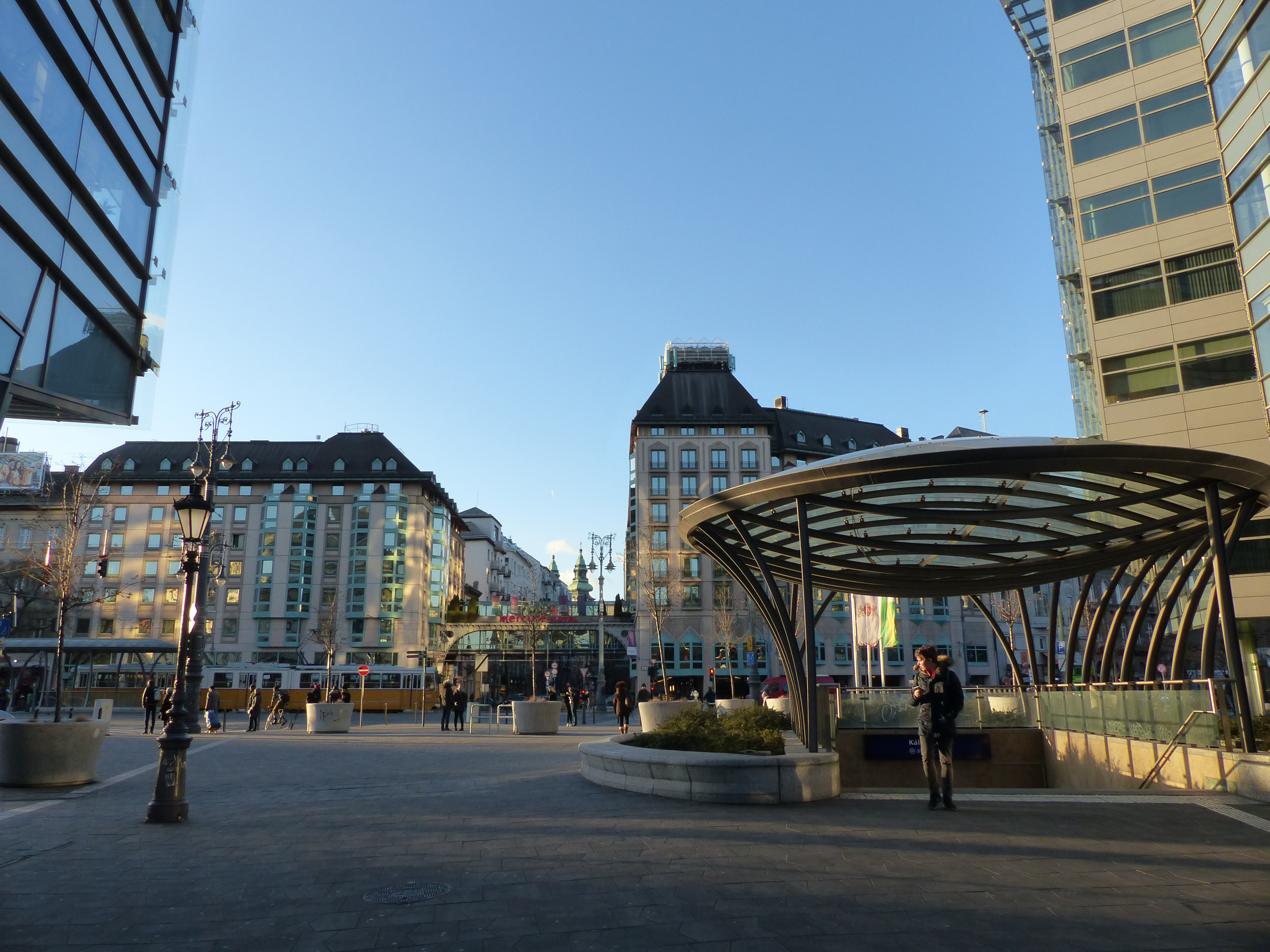
Zugang